# Wołodymyr Szemelow
Wołodymyr Kostiantynowycz Szemelow, ukr. Володимир Константинович Шемельов, ros. Владимир Константинович Шемелёв, Władimir Konstantinowicz Sziemielow (ur. 24 grudnia 1935 w Leningradzie, Rosyjska FSRR, zm. 6 czerwca 2008 w Odessie, Ukraina) – ukraiński piłkarz pochodzenia rosyjskiego, grający na pozycji pomocnika, trener piłkarski.

## Kariera piłkarska
Wychowanek drużyny zakładowej GOMZ Leningrad, a od 1952 Szkoły Sportowej Zienit Leningrad. Pierwszy trener W.A.Kuskow. W 1953 rozpoczął karierę piłkarską w drużynie rezerw Zienitu Leningrad. W 1954 został powołany do wojska i skierowany na służbę w wojskowym klubie OBO Odessa, który potem nazywał się SKWO i SKA. W 1960 roku przez problemy z sercem był zmuszony zakończyć karierę piłkarza.

## Kariera trenerska
Po zakończeniu kariery piłkarza rozpoczął karierę szkoleniowca. W latach 1959–1963 studiował w Wojskowym Instytucie Kultury Fizycznej w Leningradzie. W 1962 dołączył do sztabu szkoleniowego SKA Odessa. W maju 1966 opuścił odeski klub i został przeniesiony do trenowania zespołu Północnej Grupy Wojsk Radzieckich stacjonującej w Polsce. W 1973 powrócił do SKA Odessa, który przeniósł się do Tyraspolu i występował pod nazwą Zwiezda Tyraspol. W 1976 klub powrócił do Odessy i przywrócił nazwę SKA Odessa. Najpierw pomagał trenować, a w czerwcu 1976 stał na czele odeskiego klubu. Po zakończeniu sezonu 1981 opuścił odeski SKA. Potem pracował w Szkole Sportowej SKA Odessa, którą jako dyrektor kierował ponad 15 lat. Następnie pracował na stanowisku dyrektora Szkoły Piłkarskiej Spartak I.Biełanowa w Odessie. Od lipca 2003 do czerwca 2005 pracował na stanowisku dyrektora technicznego drugoligowego klubu Palmira Odessa.
6 czerwca 2008 zmarł w Odessie w wieku 72 lat.

## Sukcesy i odznaczenia

### Sukcesy piłkarskie
SKA Odessa
- mistrz Ukraińskiej SRR: 1957
- brązowy medalista Mistrzostw Ukraińskiej SRR: 1959, 1960

### Sukcesy trenerskie
SKA Odessa
- mistrz Ukraińskiej SRR: 1977
- brązowy medalista Mistrzostw Ukraińskiej SRR: 1976
- awans do Pierwoj Ligi ZSRR: 1978

### Odznaczenia
- tytuł Mistrza Sportu ZSRR